# Rajecké Teplice
Rajecké Teplice (in ungherese Rajecfürdő, in tedesco Bad Rajetz) è una città della Slovacchia facente parte del distretto di Žilina, nella regione omonima.